# Lisan al-Gharbi
Al-lissan al-gharbí o el lissan gharbí (en àrab ‘dialecte occidental’) és el nom donat a un dialecte de l'amazic, actualment extingit, que van parlar població amaziga masmuda a la planura atlàntica del Marroc. Estava força relacionat amb el tashelhit.
Al-lissan al-gharbí era la llengua parlada per la confederació barghawata i fou la llengua usada per Sàlih ibn Tarif en el seu «Alcorà indígena».
La derrota dels barghawata pels almoràvids en el segle xi, l'assentament a la regió de nombroses tribus àrabs i zenetes impulsada per almohades i marínides, la invasió portuguesa en el segle xv, algunes epidèmies de fam i el conseqüent desplaçament de poblacions van convertir la llengua autòctona en minoritària mentre que l'àrab esdevenia majoritari. Això va portar a l'arabització de la població masmuda restant i a l'extinció del lissan gharbí.
Actualment encara es poden trobar algunes tribus i subtribus d'ascendència masmuda entre les regions de Doukkala, Tamasna, Chaouia, Zaers i Regraga. Tanmateix, tots són arabòfons; l'únic grup ètnic masmuda amazigòfon que es pot trobar a les planures atlàntiques són la confederació haha, però no s'ha establert un enllaç directe entre el seu dialecte (que pertany al tashelhit) i el lissan gharbí.